# Dsmitryj Douhaljonok
Dsmitryj Aljaksandrawitsch Douhaljonok (belarussisch Дзмітрый Аляксандравіч Доўгалёнок; * 14. Dezember 1971 in Minsk, Weißrussische SSR) ist ein ehemaliger belarussischer Kanute.

## Karriere
Dsmitryj Douhaljonok nahm an den Olympischen Spielen 1992 in Barcelona für das Vereinte Team teil. Im Zweier-Canadier ging er dabei mit Aljaksandr Massjajkou auf der 500-Meter-Strecke an den Start. Im Vorlauf belegten sie den vierten Platz, um dann anschließend im Halbfinale dank eines Sieges doch noch die Finalqualifikation zu schaffen. Im Endlauf überquerten sie nach 1:41,54 Minuten als Erste die Ziellinie und gewannen als Olympiasieger die Goldmedaille. Ihr Vorsprung auf die zweitplatzierten Deutschen Ulrich Papke und Ingo Spelly betrug dabei lediglich 14 Hundertstelsekunden, nur weitere 26 Hundertstelsekunden später folgten bereits die Bulgaren Martin Marinow und Blagowest Stojanow auf Rang drei.
Bei den Olympischen Spielen 1996 in Atlanta trat Douhaljonok erneut mit Aljaksandr Massjajkou im Zweier-Canadier über die 500-Meter-Distanz an, diesmal für die erstmals an Olympischen Spielen teilnehmende weißrussische Mannschaft. Nach Rang sechs im Vorlauf zogen sie aufgrund eines ersten Platzes im Hoffnungslauf ins Halbfinale ein, das sie auf Rang drei beendeten. Im Endlauf kamen sie mit 1:46,84 Minuten nicht über den neunten und letzten Platz hinaus.
Zwischen den beiden Olympischen Spielen gelang Douhaljonok und Massjajkou bei den Weltmeisterschaften 1994 in Mexiko-Stadt der Titelgewinn über 200 Meter.